# Naglerhof
Naglerhof ist ein Ortsteil des bayerischen Marktes Waidhaus im Landkreis Neustadt an der Waldnaab im Regierungsbezirk Oberpfalz.

## Geographische Lage
Naglerhof befindet sich etwa zwei Kilometer südwestlich von Waidhaus und einen Kilometer südlich der Autobahn A6.
Es liegt etwa 100 Meter nördlich der Pfreimd an ihren Uferhang.

## Geschichte
In einem Verzeichnis der Ortsteile von Waidhaus aus dem Jahr 1969 wird Naglerhof erwähnt.
1990 lebten in Naglerhof vier Katholiken. Die Einwohner der Pfarrei Waidhaus waren zu dieser Zeit zu 95,39 % katholisch.
Naglerhof gehört zur Pfarrei St. Emmeram Waidhaus, zum Dekanat Leuchtenberg.